# Lidia Alfeyeva
Lidia Alfeyeva (17 de enero de 1946 - 18 de abril de 2022) fue una atleta soviética especializada en la prueba de salto de longitud en la que llegó a ser medallista de bronce olímpica en 1976.

## Carrera deportiva
En los JJ. OO. de Montreal 1976 ganó la medalla de bronce en el salto de longitud, con un salto de 6.60 metros, tras la alemana Angela Voigt (oro con 6.72 m) y la estadounidense Kathy McMillan (plata con 6.66 metros).